# ダッフィー
ダッフィー (Duffy) は、くまのぬいぐるみをモチーフにしたディズニーキャラクターである。ダッフィーという名称設定およびその背景ストーリーの制作は、日本の株式会社オリエンタルランドと協力のもと、米国のウォルト・ディズニー・イマジニアリング社が行った。本記事では関連キャラクターのシェリーメイ、ジェラトーニ、ステラ・ルー、クッキー・アン、オル・メル、リーナ・ベルについても述べる。

## 概要
ダッフィーは、ウォルト・ディズニー・ワールドのショップ「ワンス・アポン・アトイ (Once Upon a Toy)」が2002年にオープンする際にザ・ディズニーベア (The Disney Bear) という名前で展開され、東京ディズニーシー(TDS)登場当初もこの名前だった。現在でも、特に海外のディズニーパークではダッフィー(Duffy)という名称に加えてThe Disney Bearと紹介されることがある。
顔の部分がミッキーマウスの顔を意匠化し、丸3つで表した、いわゆるミッキーマークとなっている。また、臀部および足の裏にもミッキーマークがある。
2021年の段階では、ダッフィーは映画やテレビシリーズなどのディズニー作品には登場していないが、ウォルト・ディズニー・イマジニアリングによって制作されたストップモーションビデオが日本を含む海外のディズニーパークのプラットフォームを通して3作品公開されているほか、東京ディズニーリゾートから商品展開と合わせたストップモーション、さらに香港ディズニーランドのプラットフォームでは、クッキー・アンのデビューに合わせたストップモーションビデオが公開されている。
2025年にディズニージュニアとディズニープラスにて放送予定の「Mickey Mouse Clubhouse 2.0（仮称）」に登場すると発表された。
ダッフィー・アンド・フレンズのキャラクターは基本的にぬいぐるみであり、ミッキーマウスのイマジネーションの中、また、そのぬいぐるみを持つ人々のイマジネーションの中で息を得て動き出すという設定になっている。これらのキャラクターを通して、フレンドシップ、力を合わせること、友だちを思いやることなどをテーマにした物語の世界を展開させている。

## ディズニーベアの時代
特に記述していない場合は、商品と同じ扮装で、キャラクターグリーティングが行われていた。

### ディズニーベアの登場
2004年（平成16年）11月5日、クリスマスイベント『ハーバーサイド・クリスマス』の開始に1日先駆けて、アメリカンウォーターフロントにて、白いボンボンのついた赤い帽子と赤いマフラーをしたディズニーベアのキャラクターグリーティングが開始された。

### ディズニーベアの由来
この時のディズニーベアの由来は、次のように説明されている。
1. ミッキーマウスには、お気に入りのテディベアのぬいぐるみがあった。
2. ミッキーは、このテディベアといっしょに歩けたらどんなに楽しいだろうと思った。
3. そこへティンカー・ベルが現れ、妖精の粉をテディベアにふりかけた。
4. すると妖精の粉の魔力でテディベアが動きだした。
5. ミッキーは嬉しくて、テディベアを抱きしめた。
6. テディベアの顔がミッキーマークになった。

### 主な商品
商品の呼称は、便宜上、服装などを元に識別が可能なようにしただけであり、正式名称ではない。
サンタ・ディズニーベア2004年（平成16年）12月1日。サンタクロースのような赤い帽子を被り、赤いマフラーをした熊のヌイグルミが発売された。この時、発売された商品は次の通り。
- ヌイグルミ（大）
- ヌイグルミ（小）
- ストラップ付きヌイグルミ
- ボールチェーン、ピン付きヌイグルミ
- フェイスクッション（マフラーは無し）

この時の商品は、雑誌やネット、東京ディズニーシー・ガイドでの宣伝を行っていなかったにも関わらず、わずか3日間で、完売している。
バレンタイン・ディズニーベア2005年（平成17年）2月から3月にかけて販売された、赤いハート型クッションを持ったディズニーベア。この衣装でのグリーティングは行われていない。
SSコロンビア・セーラー・ディズニーベア2005年（平成17年）5月。紺のセーラー服で帽子にSSコロンビア入りの商品が発売される。
ケープコッド・セイラー・ディズニーベア2005年（平成17年）7月1日。カンカン帽に白襟（赤いスカーフ付き）の船員風ディズニーベアの商品が発売される。
この時から、グリーティングの場所が、アメリカンウォーターフロントのニューヨーク地区から、ケープコッド地区に移っている。
セーター・ディズニーベア2005年（平成17年）9月。青のセーターに黄色のラインが入った冬らしい装いに青のベレー帽のディズニーベアの商品が発売される。この時からぬいぐるみ（大）での同衣装は発売されなくなる。
この他に、衣装無し1種類が発売された。
ぬいぐるみ以外にもお菓子、ステーショナリーなどが販売されている。

## ダッフィーの時代
2005年12月26日に以下のような設定とともに「ダッフィー」として登場。
1. ミニーマウスがミッキーマウスにプレゼントした手作りテディベアである。
2. ダッフルバッグに入れてプレゼントされたため、“ダッフィー”と命名された。
3. ダッフィーと名付けられたぬいぐるみは、ミッキーのお気に入りである。

ダッフィーの性格は、とにかく純粋で友だち思いだが、少し恥ずかしがり屋な側面がある。また、新しいことに挑戦するのを躊躇するきらいがあるが、シェリーメイや他の友だちに鼓舞されて新しいことを学んでいく。
このような名称や設定の大幅なリニューアルは、TDSの運営会社であるオリエンタルランドとの協力のもと、米国のウォルト・ディズニー・イマジニアリング社よって施された。
なお、TDSのアメリカンウォーターフロントにおけるケープコッド・クックオフで行われるショー「マイ・フレンド・ダッフィー」では、これまでに3種類のショーが上演されている。
2012年まで、ダッフィー商品はTDSパーク内の4店舗（「アーント・ペグス・ビレッジストア」、「ガッレリーア・ディズニー」「マクダックス・デパートメントストア」「キス・デ・ガール・ファッション」）だけで扱われており、TDLパーク内やボン・ヴォヤージュ、ディズニーストアでは扱いがなかった。
2012年4月、シーの春の新イベント「ミッキーとダッフィーのスプリングヴォヤッジ」が開催され、ダッフィー、シェリーメイが出演するミニショーが開催された。以降、2013年、2014年も春季イベントとして継続開催されている。
スプリングヴォヤッジでは、100種類を越えるイベント限定グッズが販売されたが、その中で、イベントコスチュームを着用した、ダッフィー、シェリーメイのSSサイズのぬいぐるみが、初めてシー以外のショップで販売された。販売は、ボン・ヴォヤージュ、ディズニーファンタジー。

### 2008年までの展開
衣装付きぬいぐるみの他に、衣装のみの販売も行われるようになった。最初に販売されていたコスチュームは、白いニットのカーディガンと帽子のセット、赤白青の縞々のマフラーと帽子のセット、白紺の縞々の帽子と紺色のPコートのセットである。
- 2006年（平成18年）7月 - 2007年（平成19年）4月には、TDSの5周年記念イベントに合わせ、以下の4種類のコスチュームが販売された。
  - ピンクのスーツと赤いハート
  - オーバー・ザ・ウェイブのミッキーのコスチューム
  - スプリングカーニバルのミッキーのコスチューム
  - タワー・オブ・テラーのキャストのコスチューム（紺色で、25周年のワイン色は復刻版）
- 2006年（平成18年）夏には、マルガレーテ・シュタイフとのコラボレーションによるダッフィーのぬいぐるみが発売された。
- 2007年（平成19年）7月には、TDLの『ウェット&ワイルド・パイレーツナイト』に合わせて、ジャック・スパロウ風の海賊コスチューム、ぬいぐるみバッジが販売された。
- 2007年（平成19年）9月には、グリーンのチロリアンハットにベストを組み合わせたコスチューム、ぬいぐるみバッジが販売された（アーリー・オータム）。またTDLのハロウィンイベントに合わせ、ラベンダー色のローブ、とんがり帽子、靴を組み合わせた魔法使いのコスチュームも販売された。
- 2008年（平成20年）3月には、大学卒業記念のローブと角帽のセット（グラデュエーションのコスチューム）、ぬいぐるみバッジが販売された。
- 2008年（平成20年）4月25日に、以下のダッフィーグッズが発売された。またこの日以降、毎月25日にTDRのキャストのダッフィー用新コスチュームの発売がアナウンスされる（#東京ディズニーリゾート25周年企画参照）。
  - TDR25周記念ピンバッジセット
  - TDR25周記念ネックレス
  - カストーディアル・コスチューム（靴底に25周年のマーク入り）
  - カストーディアルぬいぐるみバッジ
  - ステンレスマグ
- 2008年（平成20年）4月29日に以下の商品の発売が確認された。
  - コスチューム（サロペット）
  - コスチューム（ダッフィーの顔の絵がプリントされたTシャツ）
  - ぬいぐるみポーチ

### 東京ディズニーリゾート25周年企画
東京ディズニーリゾート25thアニバーサリーを記念し、2008年（平成20年）4月25日から毎月25日に、キャスト衣装の着せ替え、ピン人形が販売された。着せ替えに付属する靴には底面に25周年のマークがプリントされている。
1. カストーディアル（清掃担当のキャスト）
2. レイジングスピリッツ
3. スペース・マウンテン
4. 東京ディズニーランドホテルのベルサービス・キャスト
5. シンドバッド・ストーリーブック・ヴォヤッジ
6. ディズニーリゾートライン
7. ホーンテッドマンション
8. タワー・オブ・テラー・メモラビリア
9. 東京ディズニーシー・ホテルミラコスタのドアサービス・キャスト
10. ヒューイ・デューイ・ルーイのグッドタイム・カフェ
11. ゴンドリエ（ヴェネツィアン・ゴンドラ）
12. バルーンベンダー（TDLで風船を販売しているキャスト）

### スウィート・ダッフィー
2009年（平成21年）1月19日から同年3月14日に、ケープコッド・クックオフの一部（『ドナルドのボートビルダー』を開催していない方）を「ダッフィーのダイニングエリア」として飾りつけが行われた。これに合わせ、エプロン、着せ替え、ピン人形、スーベニアプレート付きデザートの販売が行われた。
以降はシーズンの恒例イベントとなり、2017年まで開催された。
開催期間
- 2010年1月22日 - 3月14日
- 2011年1月21日 - 3月14日
- 2012年1月20日 - 3月14日[11]
- 2013年[12]
- 2014年1月14日 - 3月20日[13]
- 2015年1月13日 - 3月20日[14]
- 2016年1月12日 - 3月18日[15]
- 2017年1月13日 - 3月17日[16]

### ケープコッド・シーズン
2009年（平成21年）度の商品企画。2009年（平成21年）4月28日より、コスチュームセットとぬいぐるみバッジの企画販売が行われる。
1. 2009年（平成21年）4月28日 - ガーデニングの衣装
2. 2009年（平成21年）6月11日 - レインコートの衣装
3. 2009年（平成21年）7月17日 - 水着の衣装
4. 2009年（平成21年）9月25日 - 黒猫の衣装
5. 2009年（平成21年）11月27日 - パジャマの衣装
6. 2009年（平成21年）12月28日 - 船乗りの衣装
7. 2010年（平成22年）3月19日 - イースターの衣装

### ハロー・フロム・ケープコッド
2010年（平成22年）度の商品企画。2010年（平成22年）4月28日より、コスチュームセットとぬいぐるみバッジの企画販売が行われる。これまでと違い、ダッフィーとシェリーメイのぬいぐるみコスチューム、ぬいぐるみバッジがそれぞれ販売される。
1. 2010年（平成22年）4月28日 - 帽子、セーラー服
2. 2010年（平成22年）6月11日 - 帽子、セーラーカラー、ベスト、ズボン
3. 2010年（平成22年）9月6日 - 帽子、カボチャをデザインしたハロウィンの衣装
4. 2010年（平成22年）11月4日 - 帽子、マフラー、サンタクロース風衣装
5. 2011年（平成23年）1月7日 - 帽子、マフラー、コート

### キャナリークロージング
キャナリークロージング(Cannery Clothing Co.)は、「ダッフィーとシェリーメイのファッションがみんなに好評となっており、みんなのリクエストに応えられるようにミニーマウスが立ち上げた」という設定のファッションブランド。
1. 2011年10月7日より発売
  - ダッフィーウェア セット内容:キャップ、ジャケット、シャツ、ボウタイ、スラックス、シューズ
  - シェリーメイウェア セット内容：リボン、ジャケット、ワンピース、レギンス、サンダル
2. 2011年12月
冬のアウトドアウェア風衣装。
  - ダッフィー ライダージャケット風
  - シェリーメイ ポンチョ+ブーツ+イヤーマッフルと
3. 2012年7月
  - ダッフィー Tシャツ+ライフジャケット
  - シェリーメイ ボーダーの水着+花柄のスイムキャップ
4. 2012年12月
  - ダッフィー 厚手のオーバースタイル
  - シェリーメイ 赤いウールのジャケット+花柄コーデュロイのジャンパースカート

これ以降は、新商品は販売されず、Webのダッフィーのサイトからも、「キャナリークロージング」の項目が削除されている。商品自体は、2014年7月現在も、各ショップで販売が確認されている。

### Be Magical!
東京ディズニーシー開園10周年アニバーサリーイベント「Be Magical!」の開催に合わせ、2011年7月1日よりSサイズぬいぐるみ用コスチュームセットとぬいぐるみバッジが発売された。コスチュームセットには靴裏に10周年記念のマークがプリントされている。
2012年1月6日からは第2弾として、イベント中にミッキーが着ている衣装のコスチュームセットとぬいぐるみバッジが発売された。

### ミッキーとダッフィーのスプリングヴォヤッジ
2012年〜2014年の春のディズニーシーのイベントとして、開催、ダッフィーが初主演となるイベント。イベントの衣装を着たSSサイズのぬいぐるみやSサイズ用コスチュームセット、ダッフルバッグやぬいぐるみバッジなどが発売された。

### 人気の急騰
2008年（平成20年）の東京ディズニーリゾート25周年企画により知名度が上がり、2008年（平成20年）11月以降、ダッフィーのぬいぐるみをTDL、TDSパーク内で持ち歩く若い女性が急増した。一番人気のぬいぐるみが常時品切れ、品薄状態になっているほか、2009年（平成21年）3月期の関連商品売り上げは前期比3倍程度に急拡大した。2009年（平成21年）ハロウィンやクリスマスの期間には、等身大ダッフィーとの写真撮影に4時間待ちの行列もできるほどである。
オリエンタルランド商品開発部では、特に戦略的に流行を仕掛けたわけでなく、原因は不明。持ち歩きをする人が増えたことで、他の客の目を引き、さらに人気が出るという相乗効果が起きていると考えられている。

また2010年（平成22年）3月20日より、ダッフィーを主体とするレギュラーショー『マイ・フレンド・ダッフィー』が開催されている。2011年（平成23年）7月8日より、ダッフィーの常設グリーティング施設『ヴィレッジ・グリーティングプレイス』がオープンした。

### 東京ディズニーシー15周年“ザ・イヤー・オブ・ウィッシュ”
2016年4月15日から2017年3月17日まで『東京ディズニーシー15周年“ザ・イヤー・オブ・ウィッシュ”』が開催された。2016年4月7日からグッズ販売、4月11日からダッフィー（『ヴィレッジ・グリーティングプレイス』）、シェリーメイ（『ウォーターフロントパーク』）でグリーティングを行った。
また、ディテレーニアンハーバーで公演された『クリスタル・ウィッシュ・ジャーニー』、『クリスタル・ウィッシュ・ジャーニー～シャイン・オン！～』に出演した。

### ダッフィーのハートウォーミング・デイズ
2017年まで同時期は『スウィート・ダッフィー』としてイベントを行ってきたが、2018年より名称とテーマを一新した。イベントのグッズやメニューが販売され、ケープコッド全体がイベントのデコレーションとなる。また、『ヴィレッジ・グリーティングプレイス』ではダッフィー、『ケープコッド・クックオフ』横ではシェリーメイがイベントの期間限定コスチュームでグリーティングを行う。
開催期間
- 2018年1月11日 - 3月19日[19]
  - テーマはダッフィー&フレンズの心温まる世界。
- 2019年1月11日 - 3月25日[20]
- 2020年1月10日 - 3月19日[21]

### 東京ディズニーリゾート35周年“Happiest Celebration!”
2018年4月15日から2019年3月25日にかけて『東京ディズニーリゾート35周年“Happiest Celebration!”』が開催された。ダッフィーに関連するプログラムは2018年4月6日から開催された。マーチングスタイルのグッズ、メニュー、ケープコッドのデコレーションが展開された。また、4月15日からはリボンをイメージした期間限定コスチュームでダッフィー（『ヴィレッジ・グリーティングプレイス』）、シェリーメイ（『ウォーターフロントパーク』）がグリーティングを行った。

### ダッフィーのサニーファン
2019年6月6日から8月27日に開催。限定グッズ、メニューの販売。ケープコッドにおいて期間限定のデコレーション。ダッフィー、シェリーメイが期間限定のコスチュームでのグリーティングが行われた。また、ディズニーリゾートラインで限定デザインのフリーきっぷが販売された。

### Duffy's Sweet Dreams
2019年10月18日よりダッフィー&フレンズのおやすみグッズシリーズを販売した。

### Say cheese!
新レギュラーグッズを2020年11月19日から販売。

### ダッフィー＆フレンズのスプリング・イン・ブルーム
2021年に初開催。テーマはダッフィーたちが見つけたお花。グッズ、メニューの販売、カメラマン撮影による専用台紙撮影が行われた。2020年に開催予定であったが、新型コロナウイルス感染症の影響により延期となった。
開催期間
- 2021年4月1日 - 5月30日[28]

### ダッフィー＆フレンズのサニーファン
2021年に初開催。グッズ、メニューの販売、ケープコッド全域でデコレーションの実施が行われる。
開催期間
- 2021年6月1日 - 9月2日[30]
  - イラストにクッキー・アンは描かれておらず、限定グッズの販売もない[31]。
  - 7月1日から期間限定メニューが販売となった。ストーリーの世界では、クッキー・アンがダッフィーたちの演奏からインスピレーションを得てレシピを思いついたという設定になっている[32]。

## シェリーメイ
シェリーメイ（ShellieMay）は、ダッフィーの友だち。2010年（平成22年）1月15日に発表された。
ダッフィーと同様、ミニーマウスが製作したくまのぬいぐるみという設定になっている。ダッフィーとの違いは以下の通り。（括弧内はダッフィーのデータ）
- 毛の色…スモーキーピンク（ミルクティー色）
- 目の色…ブルー（茶色）
- まつ毛…まつげがある（ない）
- ミッキーのマークの色…スモーキーピンク（濃いベージュ）
- 臀部のミッキーマークの位置…右（左）
- アクセサリー…ピンク色の貝殻のネックレス（ミニーの手紙が入った小瓶）。旅の途中で、ダッフィーが拾ってきた宝物。

ダッフィーと異なり、シェリーメイは東京ディズニーシーにおいてデビューした。
性格はダッフィーより多少活発で新しいことにチャレンジすることをいとわない。また、手先が器用で友だちに手作りのプレゼントをすることが好き。なお、ダッフィーとシェリーメイはボーイフレンドとガールフレンドと勘違いをされることがあるが、ダッフィー・アンド・フレンズの設定では、どのキャラクター間においても恋愛感情を伴う関係は一切存在しない。
関連商品は、2010年（平成22年）1月22日よりTDSパーク内で販売が開始された。
グリーティングは当初ケープコッド・クックオフ横で行われていたが、2014年1月20日より「マイ・フレンド・ダッフィー」にてシェリーメイが登場する新ストーリーの開始に伴い、同日からアメリカンウォーターフロントへ移動している。また、「ミッキーとダッフィーのスプリングヴォヤッジ」期間中は、「ヴィレッジ・グリーティングプレイス」でグリーティングを行っていた。
2013年よりクリスマスシーズンには、シェリーメイのクリスマスギフトをモチーフとしたグッズ「ShellieMay's stocking stuffers」が展開されている。

## ジェラトーニ
ジェラトーニ（Gelatoni）は、ダッフィーの友だち。2014年（平成26年）6月30日に発表され、関連グッズは同年7月4日より販売が開始された。
「ダッフィーの新しいお友だち」というコンセプト。モチーフは猫で、男の子である。ミントグリーン色の毛並みにエメラルド色の瞳と絵筆のような長いしっぽを持ち、エメラルド色のベレー帽をかぶっている。ダッフィー及びシェリーメイはミニーマウスが制作したぬいぐるみという設定であったが、ジェラトーニの出自や、手足に見られるミッキーシェイプのような形状の肉球の由来等は現時点では明らかにされていない。シェリーメイと同様、東京ディズニーリゾートでデビューしたキャラクターである。東京ディズニーシー15周年の際にミッキー、ミニー、ダッフィーとともにグリーティングドライブに登場した。

ストーリー
1. メディテレーニアンハーバーを散歩していたダッフィーがジェラートを道に落としてしまう。
2. それを見ていたジェラトーニが落ちたジェラートを使って絵を描いて、ダッフィーを励ます。
3. 意気投合したダッフィーとジェラトーニは、互いが描いた絵を友情の印として交換した。

ジェラトーニは、アーチストとしての才能があるだけではなく、心の目を通して世界を見ることができ、どんなものにも美しさを見つけることができる。ダッフィーたちはそんなジェラトーニから、美や創造性について多くを学んでいる。

### 発表までの動向
2014年6月上旬にメディテレーニアンハーバー内の「パラッツォ・カナル」と呼ばれるエリアに、ジェラートを持ったダッフィーの壁画が描かれた。これを目撃した一般ゲストが壁画の写真などをSNSに公開したことで期待が高まった。この高揚をあおるかのように東京ディズニーリゾート公式サイトに「パラッツォ・カナルの噂」というページが公開された。架空の新聞社の女性記者が壁画の謎を追いかけるという設定で、描いている途中の肖像画の壁画などを配信した。同年6月30日には新聞などマスメディアによる情報公開が行われ、7月1日にはダッフィーの横でミッキーマウス型のパレットを持った絵描きの猫・ジェラトーニの壁画（完成型）が公開された。合わせて6月30日にはファンイベントが開催され、約200名のゲストが参加した。参加者全員に記念としてジェラトーニのぬいぐるみがプレゼントされた。

## ステラ・ルー
ステラ・ルー（StellaLou）は、ダッフィーの友だち。2017年（平成29年）3月23日に「ダッフィー&フレンズ・ハッピーファンイベント」という名で、東京ディズニーシー・ホテルミラコスタの大宴会場「パラディーゾ」の全体＋中宴会場「アモーレ」を利用し、発表された。
ジェラトーニと同様、「ダッフィーの新しいお友だち」というコンセプト。モチーフはうさぎで、ダンサー志望の女の子である。ラベンダー色の毛並みにエメラルド色のリボンで出来た花飾りを耳に巻いている。グリーディングでは同色のチュチュ風スカートにスモーキーピンクのバレエシューズを履いていることもある。一所懸命取り組む性格で、何事も簡単には諦めず、粘り強くがんばる。ブロードウェイのダンサーになる夢を目指して、日々ダンスの練習に励んでいる。性格は多少おてんばなところもあるが、感受性は豊か。
同年4月10日から開催される『ステラ・ルーのグリーティングドライブ』に登場した。そこで使われた曲がステラ・ルーが主役のショー、ステップ・トゥ・シャインでも使用された。

## クッキー・アン
クッキー・アン(CookieAnn)は、ダッフィーの友だちの犬の女の子。2018年7月3日より香港ディズニーランド・リゾートに登場している。2018年7月3日14時30分（現地時間）頃に、香港ディズニーランドでお披露目会が開催された。
カスタード色の毛並みにピンクのリボンが付いたシェフの帽子を被っていて料理人のようであるが、実際には他のフレンズたちと同じぐらいの年齢設定で、シェフではない。いろいろなものを組み合わせてユニークなレシピを考えたり、ユニークな解決策を編み出したりすることが得意。フレンズたちはクッキー・アンの作る不思議なデザートなどに一瞬驚くが、その美味しさに舌鼓を打つ。
2018年の登場当初はクッキー(Cookie)という名称であったが、2019年10月10日にクッキー・アンと改名することが発表された。公式動画では女の子仲間のシェリーメイやステラ・ルーがダブルネームであることから自分の名前もダブルネームになることを望んだというストーリーとなっている。プロフィールなどには変更がない。
2019年10月21日、東京ディズニーシーにも登場する事が発表された。同年12月26日にはグッズやメニューの販売、翌2020年には1月10日に特別プログラム「ダッフィー&フレンズのハートウォーミング・デイズ」、3月27日よりグリーティングプログラム「クッキー・アンのグリーティングドライブ」が開催予定であったが、新型コロナウイルス感染症の流行の影響で東京ディズニーシーが臨時休園となったため、2020年6月時点で開催が未定となったことが告知されたが、その後、開催の中止が発表された。。

## オル・メル
オル(‘Olu)は、ダッフィーの友だちの亀の男の子。2018年7月27日にアウラニ・ディズニー・リゾート&スパ・コオリナ・ハワイに登場。他のキャラクターは臀部にミッキーマークがあるが、オル・メルは甲羅の中央にミッキーマークがある。
身体の色はライムグリーンで、手足の爪は黄緑色をしている。少しシャイで控えめな性格。ウクレレがトレードマークで音楽の才能があり、歌を作ったり歌ったりするのが好き。ハワイの豊かな自然に囲まれ、鳥や木々、風や波が奏でる音から音楽の楽しさを学んだ。ダッフィーたちはオル・メルの音楽でますます絆が深くなっていく。
当初はハワイ限定のキャラクターだったが、2020年6月10日には上海ディズニーランドに登場し、同年7月1日より東京ディズニーシーにも登場した。
2020年3月10日、「オル・メル（‘Olu Mel）」と改名した。メルはmelodyのmelから取った。

## リーナ・ベル
リーナ・ベル（Lina Bell）は、ダッフィーの友だちの謎解きが好きな狐の女の子。2021年9月29日より上海ディズニーリゾート、2022年9月8日より東京ディズニーシーにそれぞれ登場した。
ローズピンク色の毛並みをしており、初対面時にダッフィーからもらったランの花を右耳に飾っている。ダッフィー・アンド・フレンズの中でも特に頭脳明晰で知識も豊富。トレードマークの虫眼鏡をさっそうと取り出し、手がかりを見つけ、いろんな問題やミステリーを次々に解決していく。ダッフィーたちにとってもとても頼りがいのある友だち。

## 登場するショー
キャラクターグリーティング、写真撮影会での登場が主ではあるが、いくつかのショーにも出演する。期間限定のショーは、時期によっては開催されていないこともある。

### キャンドルライト・リフレクションズ
『ハーバーサイド・クリスマス 2006』でのキャンドルライト・リフレクションズにダッフィーが登場している。アメリカンウォーターフロント以外のテーマポートでの初めての登場となる。
以降の年のキャンドルライト・リフレクションズにも同じように登場している。

### ファンダフル・ディズニー・メンバーズパーティー
2007年（平成19年）より、ショー後半部分にミッキーから新しい仲間と紹介されて登場。
東京ディズニーランドで開催された際には、TDL初登場となった。

### ミート&スマイル
2008年（平成20年）4月1日より、ミート&スマイルに、黄緑色のリボンを付けて出演するようになった。
2009年（平成21年）4月15日より、リボンが赤白青の三色に変わった。同年6月中旬頃より、登場せず、彼の出番はすべてクラリスが登場している。

### マーチ・オブ・チャンピオンズ
2009年（平成21年）7月8日 - 8月31日開催。「ディズニーキッズ・サマーアドベンチャー」の関連イベント。ヨットレースで優勝したミッキーと仲間たちを、みんなでお祝いしようというストーリーのミニパレード。出演キャラは、ミッキー、ミニー、ドナルド、グーフィー、プルート、ダッフィー。開催は、10時30分と12時50分の1日2回。

#### パレードの流れ
当日、参加申し込みしたキッズがドックサイドステージに集合。ステージにキャラが登場して挨拶をしてから、2台のビークルに分乗して出発。ステージ前から鉄橋を経由し、ケープコッドのアーント・ペグズ前まで行進。その後解散となる。
パレードの編成は、先頭に横断幕を持ったキッズと、ミート&スマイル・コスチュームのダンサー → マリタイム・バンド → 事前に公募したキッズ・ダンスチーム → ミッキー、ミニー、ダッフィーが乗ったビークル → 優勝したヨットを積んだビークル → 当日参加のキッズ → ドナルド、グーフィー、プルートが乗ったビークルとなる。
キャラはパレードオリジナルのブルーのコスチュームを着用していて、これも大人気になった（2011年（平成23年）度版「TDRホテルガイド」の表紙で、ミッキー、ミニーが着用）。TDSでは珍しいパレード型のイベントに加え、ダッフィーが参加したことで、こども以上に大人のファンが殺到。終点のアーント・ペグズ前は、数時間前からダッフィーファンが場所取りに詰めかけていた。

### 東京ディズニーリゾート・ディズニアナ・ファン・フェスティバル2010 スペシャルショー(Part2)
2010年（平成22年）2月12日に東京ディズニーランドにあるショーベースで開催されたスペシャルショー「トゥーンタウンの休日」の終盤のグリーティングに他のディズニーキャラクターたちと登場した。
ダッフィーが日本で東京ディズニーシー以外のパークに登場したのは、このイベントのみである。

### マイ・フレンド・ダッフィー
2010年（平成22年）3月20日から2020年2月29日までアメリカンウォーターフロントのケープコッドエリアにあるケープコッド・クックオフで開催されているレギュラーショー。

### セブンライツ・オブ・クリスマス
2010年（平成22年）11月8日 - 12月25日にドックサイド・ステージで開催されたクリスマスのグリーティングショー。シェリーメイが初めてショーに登場した。

### Be Magical!
2011年（平成23年）9月4日から2012年（平成24年）3月19日（2011年（平成23年）11月7日から2012年（平成24年）1月5日は休止）に開催のグリーティングショー。ダッフィーのみ登場している。

### クリスマス・ラップド・イン・リボン
2011年（平成23年）11月7日から同年12月25日に開催のグリーティングショー。ダッフィーのみ登場している。

### ミッキーとダッフィーのスプリングヴォヤッジ
2012年から2014年の春に開催されたイベント。ダッフィーがイベントの主役を務めるのは初めて。イベントにはシェリーメイも登場する。

### ホリデーグリーティング・フロム・セブンポート
2012年、2013年、2014年に『クリスマス・ウィッシュ』のイベントの中で東京ディズニーシーにて公演されたショー。

### カラー・オブ・クリスマス
2012年から2017年の『クリスマス・ウィッシュ』のよび2018年、2019年の『ディズニー・クリスマス』ベントの中で東京ディズニーシーにて公演されたショー。

### カラフルホリデーグリーティング
2014年に『クリスマス・ウィッシュ』のイベントの中で東京ディズニーシーで公演されたショー。

### ファッショナブル・イースター
2015年、2017年、2018年の春に『ディズニー・イースター』のイベントとして東京ディズニーシーにて公演されたショー。

### パーフェクト・クリスマス
2015年、2016年、2017年『クリスマス・ウィッシュ』のイベントの中で東京ディズニーシーにて公演されたショー。

### カムジョイン・ユア・フレンズ
2016年(平成28年)1月12日から同年4月10日まで公演されたグリーティングショー。ダッフィーとシェリーメイ、そしてジェラトーニが初の登場を果たす。

### クリスタル・ウィッシュ・ジャーニー
2016年4月15日から2017年3月17日まで『東京ディズニーシー15周年“ザ・イヤー・オブ・ウィッシュ”』にて公演されたショー。2017年1月13日からはフィナーレバージョンの『クリスタル・ウィッシュ・ジャーニー～シャイン・オン！～』として公演された。

### ステラ・ルーのグリーティングドライブ
2017年（平成29年）4月4日から同年8月31日まで公演されたグリーティングプログラム。
ステラ・ルーが、ミッキーマウス、ダッフィーと一緒に装飾が施されたビッグシティ・ヴィークルに乗車し、アメリカンウォーターフロントのニューヨークエリアを巡る。
また、ステラ・ルーが初めてショーに登場した。

### ステップ・トゥ・シャイン
2017年7月11日から2018年3月19日までの期間限定でドックサイドステージにて公演されたグリーティングショー。
本ショーにはミッキーマウスたちの他に、ダッフィー、シェリーメイ、ジェラトーニ、ステラ・ルーが出演した。

### ハピエストセレブレーション・オン・ザ・シー
2018年4月15日から2019年3月25日に『東京ディズニーリゾート35周年“Happiest Celebration!”』の中で東京ディズニーシーにて行われたショー。

### イッツ・クリスマスタイム!
2018年、2019年に『ディズニー・クリスマス』のイベントの中で東京ディズニーシーにて公演されたショー。

### Tip-Topイースター
2019年に『ディズニー・イースター』のイベントの中で東京ディズニーシーで公演されたショー。

### ダッフィー&フレンズのワンダフル・フレンドシップ
2023年（令和5年）7月4日からアメリカンウォーターフロントのケープコッドエリアにあるケープコッド・クックオフで開催されているレギュラーショー。

## 登場する施設

### ヴィレッジ・グリーティングプレイス
アメリカンウォーターフロントにあるケープコッドエリア、トランジットスチーマーライン船着場内にあるキャラクターグリーティング施設。2011年（平成23年）7月8日にオープンした。ダッフィーが常設施設に登場するのは、これが初めてとなる。
2019年（令和元年）6月3日より、シェリーメイに変更された。シェリーメイはウォーターフロントパークで行っていたが、常設施設に登場するのは初めてとなる。

### “サルードス・アミーゴス!”グリーティングドック
ロストリバーデルタにあるキャラクターグリーティング施設。2019年（令和元年）6月3日より、ドナルド・ダックに代わりダッフィーのグリーティングを開始。

## 他のディズニーパークへの展開
東京ディズニーシー登場以前より、カリフォルニアのディズニーランドなどで「ザ・ディズニーベア」として商品が発売されていたが、日本ほどの爆発的な人気にはなっていなかった。
日本での人気急騰を受け、2010年（平成22年）10月より「Duffy The Disney Bear」としてディズニー・カリフォルニア・アドベンチャーとエプコットに登場。同年11月からは香港ディズニーランドにも等身大のキャラクターとして登場するようになった。また、2011年11月よりディズニーランド・パリにも登場するようになったが、2021年時点では東京、上海、香港、アウラニ以外ではダッフィー・アンド・フレンズは登場していない。登場しているパークでは、独自のぬいぐるみ衣装や商品の販売、さらに商品販売に合わせてストーリー展開も行っているが、それぞれのキャラクターの設定やストーリーは世界共通のものとなっている。

## 関連項目

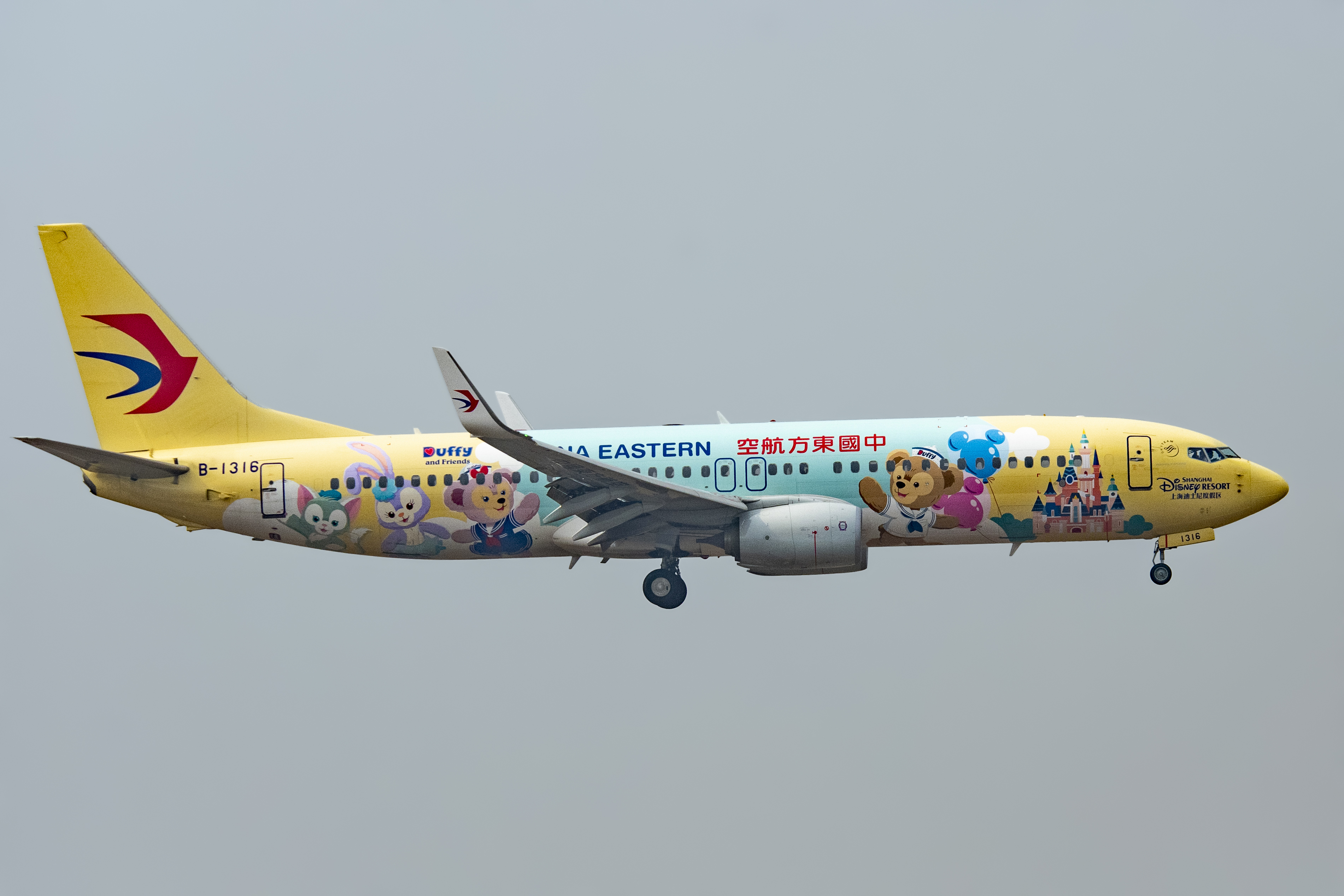
中国東方航空Duffy Friendship Express（2019年）